# 福知山シネマ
福知山シネマ（ふくちやまシネマ）は、京都府福知山市の広小路商店街にある映画館。シマフィルムによって運営されている。2スクリーンを有する。

## 沿革
- 1953年 - 前身の福知山第一映画劇場が開館[1]

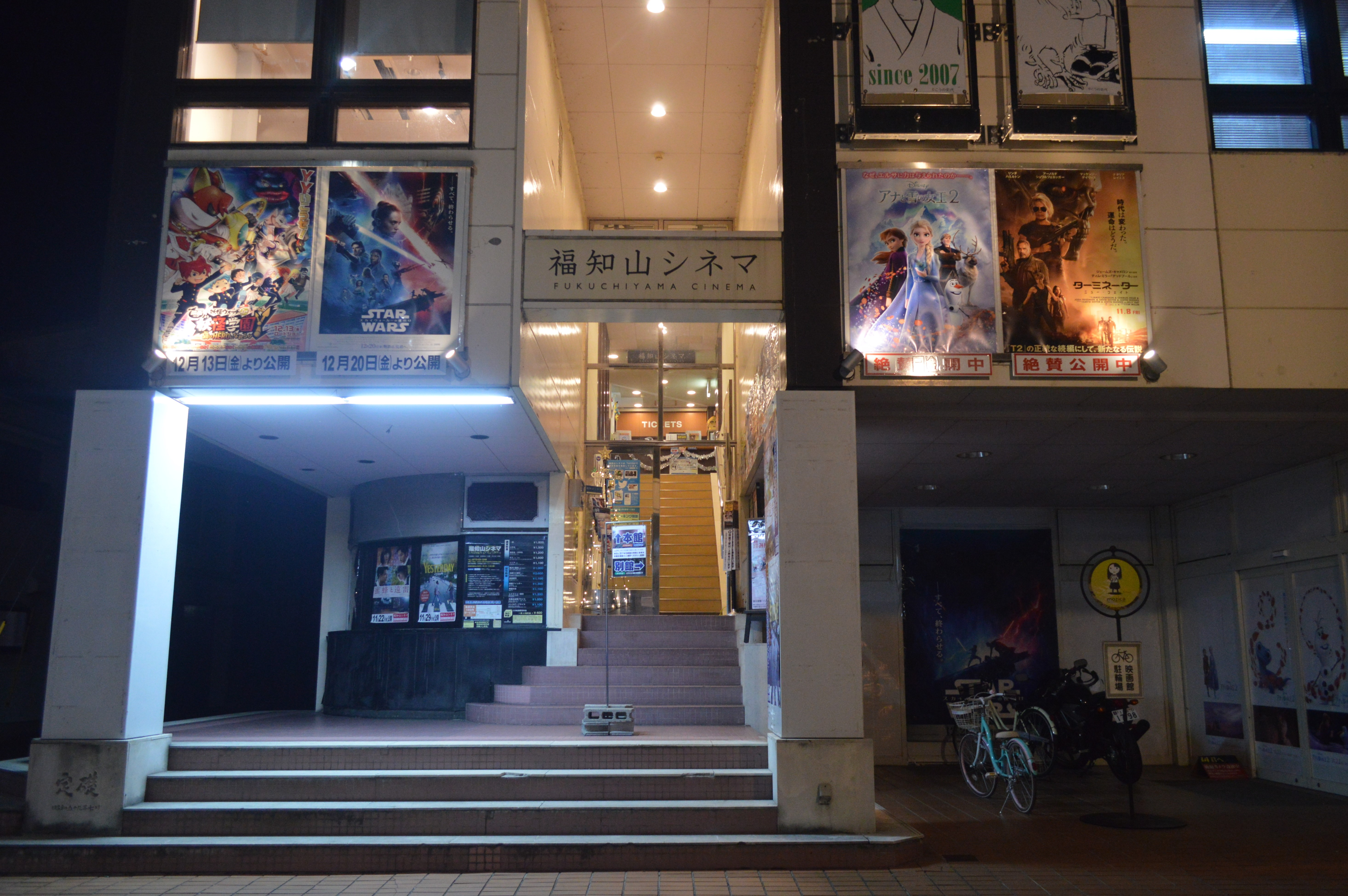
福知山シネマの入口

- 1986年 - 福知山東宝劇場・福知山スカラ座の2スクリーン体制となる[1]
- 2006年 - 福知山スカラ座・福知山東宝劇場が閉館
- 2007年 - 福知山シネマが開館

## データ
- 所在地 : 京都府福知山市東中ノ町28-1
- アクセス : JR山陰本線・京都丹後鉄道宮福線福知山駅から北東に徒歩10分
- 座席数
  - シネマ1 : 146席（2007-2012）、134席（2013-）[2]
  - シネマ2 : 135席（2007-2012）、120席（2013-）[2]
- 運営会社 : シマフィルム株式会社（2007-）[2]
- 支配人 : 志摩敏樹（2007-2012）、細川龍作（2013-）[2]

## 歴史

### 前身の映画館
名称の変遷福知山第一映画→福知山第一映画劇場→東宝第一映画劇場→福知山東宝劇場→福知山東宝劇場・福知山スカラ座
1953年の福知山には、松竹座（東中ノ町）、福知山第一日活館（東中ノ町）、福知山第二日活館（東中ノ町）の3館が存在。1960年には福知山松竹、福知山外映劇場（東中ノ町）、福知山駅前東映（福知山駅前）、福知山第一映画（中ノ町）の4館が存在し、いずれも500席から700席程度の座席を有した。1960年代後半には福知山外映劇場が閉館し、1970年には福知山松竹座、福知山駅前東映劇場、福知山第一映画劇場の3館が存在。1970年代には福知山松竹座が閉館し、1979年には福知山駅前東映、福知山東宝第一劇場の2館が存在。1982年頃に福知山駅前東映が閉館し、福知山の映画館は東宝第一映画劇場の1館のみとなった。1986年頃には福知山東宝劇場と同じ建物・同じフロアに福知山スカラ座が開館し、邦画は福知山東宝劇場、洋画は福知山スカラ座ですみ分けられた。2006年2月、運営会社の関西共栄興行は福知山東宝劇場と福知山スカラ座を休館させた。

### 福知山シネマ
福知山東宝劇場・福知山スカラ座の跡地を譲り受け、2007年8月4日、映画会社のシマフィルムによって福知山シネマが開館。初日の上映作品はシネマ1が『ドラえもん のび太の新魔界大冒険 〜7人の魔法使い〜』と『名探偵コナン 紺碧の棺』、シネマ2が『選挙』『かぞくのひけつ』『ヒロシマナガサキ』などだった。
2008年、シマフィルムは舞鶴市の舞鶴八千代館の経営権も取得。2011年5月18日にはデジタルシネマに対応してリニューアルオープン。2012年3月には兵庫県豊岡市の豊岡劇場が一旦閉館したため（豊岡劇場は経営者が変わり2014年12月再開館）、北近畿の映画館は一時福知山シネマと舞鶴八千代館のみとなった。同年5月25日には3D上映が開始された。2014年5月にはシマフィルムが隣接する施設を改修し「まちのば」として舞台や35mm映写機などを備えたコミュニティスペース、ブックフカフェなどをオープンさせた。